# NGC 7767
NGC 7767 este o galaxie situată în constelația Pegas. A fost descoperită în 9 octombrie 1872 de către Ralph Copeland⁠(d). Se află la o distanță de 108,46 megaparseci de Pământ.